# レオニード・エリン
レオニード・エリン（ロシア語：Леонид Ерин、1951年11月17日 - ）は、ベラルーシ共和国の軍人、チェキスト。元ベラルーシ国家保安委員会（KDB）議長。ロシア人。
ヴィテブスク州オルシャ市出身。1973年、機械技師専攻で白ロシア鉄道輸送技師大学を卒業。大学卒業後、セヴェルドロフスク操車場機関車車庫の機関士補佐として働き、ソ連軍に召集。
1975年からソ連国家保安委員会（KGB）に入り、白ロシア・ソビエト社会主義共和国KGBヴィテブスク州の作戦係、先任作戦係として働く。1981年、KGB赤旗大学を卒業。1982年～1985年、アフガニスタンで勤務。その後、白ロシアKGB第4局の先任作戦係、グループ長を務める。1989年～1995年、ソ連KGB、ロシア連邦保安庁（FSB）モスクワ・モスクワ州局長。
1995年10月、ベラルーシ国家保安委員会（KDB）副議長、同年12月、第一副議長。2000年9月、大統領保安庁長官に任命。2000年11月、KDB議長に任命。2005年、予備役編入。

## パーソナル
妻帯、1児を有する。
赤星勲章、メダル7個、三等アフガンの星勲章、「アフガニスタンからのソビエト軍撤収10周年記念」メダルを受章。
情報技術分野の科学博士。